# Dorothy Dudley
Dorothy Dudley (* 13. Dezember 1885 in Liverpool; † 26. März 1975 in Cornwall) war eine britische Historikerin, Lehrerin und Archäologin, die ihre ehrenamtliche Forschung auf Cornwall konzentrierte.

## Leben und Wirken
Dorothy Dudley studierte Geschichte an der University of Liverpool und erwarb dort im Juni 1909 den Abschluss als Magister Artium. Nach ihrer Ausbildung zur Lehrerin unterrichtete sie an der Coventry School für Mädchen in Wolverton. Dort war sie bis zu ihrer Pensionierung im Jahr 1947 Lehrerin für Geschichte. Regelmäßig veranstaltete sie im Sommer eine Reihe archäologischer Exkursionen für die Schüler der Oberstufe.
Cornwall zog Dudley schon früh in ihren Bann, und ab den frühen 1930er Jahren bewohnte sie in den Schulferien eine Wohnung in St. Ives, von wo aus sie die Moore und Archäologie von West Penwith studierte. Sie unterstützte einen lokalen Antiquar, Oberstleutnant F. C. Hirst, bei Ausgrabungen an der Hofanlage in Porthmeor und an einem Menhir bei Kerrow. 1935 wurde der West Cornwall Field Club gegründet, mit Dorothy Dudley als einem von sechs Gründungsmitgliedern. 1936 war sie Mitglied des Club-Ausschusses; sie führte Ausgrabungen in der bronzezeitlichen Siedlung von Trewey-Foage durch und am Gurnard’s Head.
1947 beendete Dudley ihre Lehrtätigkeit und ging in Rente. Sie ließ sich in Looe nieder und widmete nun ihre ganze Zeit der Archäologie. Im West Cornwall Field Club war sie 1948–49 stellvertretende Leiterin der Ausgrabungsstätte des Maen Castle. Von 1950 bis 1955 war sie an der Ausgrabungsstätte in Bodrifty tätig, zuletzt als Leiterin. Zu zahlreichen Grabungen erstellte Dudley Berichte.
Von Looe aus wandte sich Dudley dem leicht zugänglichen Bodmin Moor zu. In ihrer ersten Arbeit erforschte sie die Bronzestätte auf der Nordseite des Rough Tor. Einen Namen machte sie sich am Garrow-Tor (1958–59), wo sie Funde aus den bronze- und eisenzeitlichen Stätten erforschte; ihre Hauptarbeit war die landesweit beachtete Ausgrabung eines mittelalterlichen Langhauses.
Inzwischen war sie in Cornwall Berichterstatterin für das Ministry of Works (Bauministerium). In dieser Funktion ging sie mit Hingabe Hinweisen nach und besichtigte Ausgrabungsstätten und Plangebiete. Im Rahmen ihrer Zusammenarbeit mit dem Ministry of Works war sie an zahlreichen Ausgrabungen beteiligt, nach eigenen Angaben an zweiundzwanzig.
Dudleys wichtigste Ausgrabungsstätten waren Carvinack, Woolley, Otterham, Glendorgal, Carnon Downs, die Grabstätte in Rosecliston und ein mittelalterliches Langhaus in Treworld. Besondere Bedeutung haben die beiden Ausgrabungen in Nornour, Isles of Scilly (1962–66) und in Tregiffian, St Buryan (ihre letzte Ausgrabung im Jahr 1967, mit bereits 83 Jahren).
Ihre letzte Ruhe fand Dudley am Garrow-Tor im Bodmin Moor. Der Historiker Arthur ApSimon sichtete und sicherte das Archiv ihrer Schriften.

## Mitgliedschaften mit Bezug zur Archäologie
- 1948–1972: Schreiberin für Archäologie bei der Föderation der Old Cornwall Societies
- 1949: Bardin bei der Gorsedh Kernow
- 1955: Fellow der Society of Antiquaries of London
- 1957: stellvertretende Leiterin des West Cornwall Field Club
- 1957: Ratsmitglied in der Royal Institution of Cornwall
- 1962: stellvertretende Leiterin der Cornwall Archaeological Society
- 1973: Vizepräsidentin der Royal Institution of Cornwall

Sie war außerdem Mitglied der Axehead Society, der Society for Medieval Archaeology und einmal Präsidentin des Lizard Field Club. Sie unterstützte außerdem auch die Truro und Newquay Old Cornwall Societies sowie die Mevagissey Museum Society.

## Auszeichnungen
- 1962: Henwood Gold-Medaille der Royal Institution of Cornwall

## Schriften
- Publikationsliste Dorothy Dudley, Archaeology Data Service, Universität York
- Dorothy Dudley: An Excavation at Bodrifty, Mulfra Hill, Near Penzance, Cornwall (= The archaeological journal. Band 113). 1956, OCLC 6905954889, S. 1–32 (archaeologydataservice.ac.uk [PDF]).
- Dorothy Dudley: The Medieval Village at Garrow Tor, Bodmin Moor, Cornwall (= Medieval Archaeology. Nr. 6). 1962, ISSN 0076-6097, OCLC 6072210840, doi:10.1080/00766097.1962.11735669.
- Dorothy Dudley, E. Marie Minter: The Excavation of a Medieval Setllement at Treworld, Lesnewth, 1963. 1966, OCLC 1411822470, S. 34–58.
- Dorothy Dudley: Excavations on Nor'nour in the Isles of Scilly, 1962-6 (= The archaeological journal / the Royal Archaeological Institute of Great Britain and Ireland. Nr. 124). 1967, ISSN 0066-5983, OCLC 888104935, doi:10.1080/00665983.1967.11078304.
- Dorothy Dudley: Woolley Barrow, Morwenstow; Barrow at Carnon Downs; Tregiffian, S Buryan (= Cornish Archaeology. Nr. 7). 1968, S. 80 (archaeologydataservice.ac.uk).